# Parafia Matki Bożej Królowej Polski w Ocyplu
Parafia Matki Bożej Królowej Polski w Ocyplu – parafia rzymskokatolicka, znajdująca się w diecezji pelplińskiej, w dekanacie Skórcz.